# 中国人民解放军西藏军区
中国人民解放军西藏军区（英文：The Tibet Military District），其前身为中国人民解放军第十八军，1952年2月10日成立，机关驻地拉萨市，辖区位于中国人民解放军西部战区，隶属中国人民解放军陆军总部领导。
西藏军区主要负责西藏自治区（阿里地区除外）野战部队、边防部队与民兵预备役部队的训练与行政管理，战时或军事行动时将纳入中国人民解放军西部战区的指挥体系。

## 沿革
西藏军区前身为中国人民解放军第十八军，1952年1月18日，以十八军军部组建西藏军区司令部，张国华任首任司令员。

### 十八军
1949年2月18日，根据中共中央军委关于统一全军编制及部队番号的命令，豫皖苏军区部队、第一纵队第二十旅在河南省鹿邑县五台庙合编为中国人民解放军第十八军（第一纵队大部组成第十六军），隶属第二野战军第五兵团。张国华任军长，谭冠三任政治委员，昌炳桂任副军长，王幼平任副政治委员，陈明义任参谋长，郭影秋任政治部主任。全军共2.7万余人。4～5月，第18军参加渡江战役。后归第四野战军指挥，先后配属第4、第12兵团参加湘赣战役、衡宝战役等。10月下旬归建。11月初向西南进军，由湘西入黔，而后北上四川，参加成都战役。其间，王其梅任副政治委员，刘振国任政治部主任。
此时，18军的驻地是当时颇为富庶的川南，全军上下许多士兵和干部均已经开始考虑在当地安家置业，已经不想再继续打仗。1949年12月，中央军委指示18军进军西藏，全军震动，普通士兵中出现逃兵（有的班逃得只剩班长），很多干部则是假装生病不愿回到工作岗位或是找借口调出18军。为解决当时18军内这种避战情绪，军长张国华以身作则，亲自背着3岁的女儿行军，最终该女因肺炎逝世，被18军视为“进藏牺牲第一兵”。
1950年1月，第18军正式开始执行进军西藏的任务，进行了昌都战役，进驻拉萨。12月，中共中央、中央军委决定以第18军组建西藏军区，归西南军区领导。1952年3月17日，第18军改为西藏军区，第18军番号撤销。

### 西藏军区成立
1951年10月，以入藏的中国人民解放军第十八军为基础开始组建西藏軍區。期间，围绕西藏军区的藏族副司令员人选，西藏工委张经武、张国华和谭冠三等与噶厦反复磋商达数月之久，终于在1952年1月11日确定人选为阿沛·阿旺晋美和朵噶·彭措饶杰。
1952年1月18日，中央人民政府人民革命军事委员会正式批准了西藏军区领导人的任命。即：司令员张国华，第一副司令员阿沛·阿旺晋美、第二副司令员朵噶·彭措饶杰（即饶噶夏）、第三副司令员昌炳桂，政治委员谭冠三，副政治委员范明、王其梅，参谋长李觉，政治部主任刘振国，后方部队司令员兼政治委员陈明义。
1952年2月10日，西藏军区正式成立，属二级边防军区，下设司令部、政治部、后勤部和干部管理部，驻西藏拉萨。当天，在拉萨河畔孜仲林卡举行了成立大会。2月11日，在布达拉宫前广场举行成立庆祝大会，会上向藏军司令凯墨·索南旺堆及藏军一、二、四、六代本授予中华人民共和国国旗。
1955年5月1日，原隶属于西南军区的西藏军区改编为大军区。
1959年，西藏军区部队在兰州军区55师、成都军区130师的支援下鎮壓了藏区骚乱。
1962年，西藏军区部队在成都军区54军和130师支援下在中印边界西段对印度军展开自卫还击作战，使印军退败。
1968年12月，西藏军区调整为正军级单位，但軍政主官為副大軍區級，划归成都军区。
进入21世纪之后，随着青藏铁路的竣工以及滇藏铁路和川藏铁路的建设，人民解放军在西藏地区的兵力快速投射能力大大提高。2008年，西藏军区直属摩托化步兵第五十四团改编为机械化步兵团，是中国军事史上首次给驻藏武装力量装备坦克。
2016年，在深化国防和军队改革中，西藏军区整编升格为副战区级单位，并划归中国人民解放军陆军领导机构直接领导。

## 编制

### 职能部门
- 参谋部
- 政治工作部
- 后勤保障部

……

### 军分区（警备区）机关
- 拉萨警备区
- 日喀则军分区
- 山南军分区
- 林芝军分区
- 昌都军分区
- 那曲军分区

### 直属单位
- 中国人民解放军西藏军区总医院
- 中国人民解放军陆军第十二综合训练基地
- 中国人民解放军西藏军区文工团
- 中国人民解放军陆军青藏兵站部[4]
  - 汽车运输第二旅
- 中国人民解放军陆军川藏兵站部
  - 汽车运输第三旅

……

### 直属部队
- 合成第五十二旅（山地摩托化合成部队）[5]
- 合成第五十三旅（高机动车辆机械化合成部队，主要装备CSK181）
- 合成第五十四旅（履带式装甲合成部队，主要装备ZTQ15+ZBD04A）[6]
- 特战第八十五旅 （拉萨城关）
- 陆航第八十五旅（主要装备Mi171+Z10+Z8G+Z20等）（拉萨堆龍德慶区 29°35′02″N 91°01′20″E / 29.583817°N 91.022170°E）
- 炮兵第八十五旅[7]
- 防空第八十五旅[8]
- 工化第八十五旅
- 侦察情报第七旅
- 电子对抗第七旅 （拉萨城关）[9]
- 汽车运输第五旅
- 西藏军区通信团 (西藏拉萨堆龍德慶区)
- 边防第三五一团（西藏林芝察隅）
- 边防第三五二团（西藏林芝墨脱背崩）
- 边防第三五三团（西藏林芝米林县南伊村）
- 边防第三五四团（西藏山南隆子）
- 边防第三五五团（西藏山南错那）
- 边防第三五六团（西藏日喀则亚东）
- 边防第三五七团（西藏日喀则定日）
- 边防第三五八团（西藏日喀则萨嘎）

## 历任领导
| 司令员 1. 张国华 中将（1952年2月－1968年7月） 2. 曾雍雅（1968年7月－1970年11月） 3. 陈明义（1970年11月－1973年11月） 4. 郄晋武（1973年11月－1978年5月） 5. 张贵荣（1978年5月－1983年8月） 6. 姜洪泉 少将（1983年8月－1992年9月） 7. 周文碧 少将（1992年9月－1996年9月） 8. 蒙进喜 中将（1996年9月－2004年8月） 9. 董贵山 中将（2004年8月－2008年7月） 10. 舒玉泰 少将（2008年7月－2009年12月） 11. 杨金山 少将（2009年12月－2013年7月） 12. 许 勇 中将（2013年7月－2019年12月） 13. 汪海江 中将（2019年12月－2021年4月） 14. 王 凯 中将（2021年4月－） 副司令员 - 土旦赤列(2016一7月一) - 張建剛(？一2016一11月) - 董贵山 - 金毅明 - 刘永康 - 李素芝 - 邱型柏 - 汪海江 - 王亢 - 王诚汉 - 余致泉 - 呷玛泽登 - 和志光 - 邝德旺 - 郄晋武 | 政治委员 1. 谭冠三 中将（1952年2月－1967年6月） 2. 张经武 中将（1958年11月－1965年8月，第一政委） 3. 任 荣 少将（1969年1月－1980年3月，1971年3月起为第一政委） 4. 孙玉山（1973年12月－1983年5月） 5. 阴法唐 中将（1980年3月－1985年6月，第一政委） 6. 王心前（1983年5月－1985年8月） 7. 伍精华（1985年6月－1987年10月） 8. 张少松 少将（1985年9月－1990年6月） 9. 耿全礼 少将（1990年6月－1993年2月） 10. 胡永柱 少将（1993年2月－2000年6月） 11. 段禄定 中将（2000年8月－2007年6月） 12. 王增钵 中将（2007年6月－2010年7月） 13. 郎友良 中将（2010年7月－2012年12月） 14. 刁国新 中将（2012年12月－2016年8月） 15. 王建武 中将（2016年8月－2017年12月） 16. 张学杰 中将（2018年5月－2021年12月） 17. 尹红星 中将（2021年12月－） 18. 袁紅剛 中将 副政治委员 - 李传恩 |

| 參謀長 - 趙宗岐(1998一) 副參謀長 - 張建剛(2016一11月一) - 趙宗岐 |

## 荣誉
曾被授予荣誉称号的单位有：
- 西南第一哨：西藏军区边防第三五六团乃堆拉哨所
- 云中哨所：西藏军区边防第三五六团二营五连詹娘舍哨所
- 爱国奉献模范营：西藏军区边防第二营
- 高原红色边防队：西藏军区边防第二营查果拉哨所
- 墨脱戍边模范营：西藏军区边防第三营